# Roxana Gómez
Roxana Gómez   (Cienfuegos, Cuba, 7 de gener de 1999) és una atleta cubana especialitzada en la prova de 400m llisos. Ha participat en 3 Olimpíades, aconseguint ser finalista en els Jocs Olímpics de Tòquio 2020. A més, ha participat en 4 Campionats del Món i en els Jocs Panamericans de Lima 2019.

## Marques personals
| Disciplina            | Marca   | Seu          | Data                |
| --------------------- | ------- | ------------ | ------------------- |
| 400m llisos           | 49.71   | Tòquio       | 4 d'agost de 2021   |
| 4x400m relleus femení | 3:26.08 | San Salvador | 7 de juliol de 2023 |
| 4x400m relleus mixt   | 3:16.91 | L'Havana     | 20 de maig de 2023  |

## Trajectòria professional
| Jocs Olímpics     | Jocs Olímpics  | Jocs Olímpics    | Jocs Olímpics         |
| Any               | Seu            | Posició          | Prova                 |
| ----------------- | -------------- | ---------------- | --------------------- |
| 2016              | Rio de Janeiro | 15a posició      | 4x400m relleus femení |
| 2020              | Tòquio         | 8a posició (DNF) | 400m llisos           |
| 2020              | Tòquio         | 8a posició       | 4x400m relleus femení |
| 2024              | París          | 11a posició (SF) | 400m llisos           |
| 2024              | París          | 16a posició      | 4x400m relleus femení |
| Campionat del Món |                |                  |                       |
| 2017              | Londres        | 17a posició (SF) | 400m llisos           |
| 2019              | Doha           | 12a posició (SF) | 400m llisos           |
| 2019              | Doha           | 13a posició      | 4x400m relleus femení |
| 2022              | Eugene         | 13a posició (SF) | 400m llisos           |
| 2023              | Budapest       | 13a posició (SF) | 400m llisos           |
| 2023              | Budapest       | 13a posició      | 4x400m relleus femení |
| Jocs Panamericans |                |                  |                       |
| 2019              | Lima           | 4a posició       | 400m llisos           |
| 2019              | Lima           | 4a posició       | 4x400m relleus femení |